# オキソニン
オキソニン(Oxonine)は、9つの原子からなる、不飽和の複素環式化合物である。1つの炭素原子が酸素原子に置き換わっている。芳香族性は持たない。